# Alte Kameraden
"Alte Kameraden" ("Velhos Camaradas") é o título de uma popular marcha militar alemã. A marcha é usada por diversas forças armadas do mundo.

## História
A marcha foi escrita por volta de 1889 em Ulm, Alemanha, pelo compositor de música militar Carl Teike, que também escreveu muitas peças para a banda marcial do Grenadier-Regiment König Karl (5. Württembergisches) N.º 123.
Ao trazer sua marcha recém composta para o regimento, o maestro simplesmente lhe disse: "Temos bastantes marchas musicais, coloque essa no fogão!". Este episódio eventualmente levou Teike a deixar a banda e nomear a marcha como "Alte Kameraden". Uma editora comprou a música dele por 25 marcos alemães. Em 1895, o Nowaweser Kapelle Fritz Köhler estreou a marcha. Até Kameraden tornou-se mais tarde uma das marchas mais populares do mundo. Foi tocada em 1937 na cerimónia de coroação do rei inglês George VI.  A marcha também pode ser ouvida no filme Der blaue Engel (O anjo azul). Teike mais tarde trabalhou como policial, mas também continuou compondo marchas militares. 
Devido às suas conotações militaristas, a marcha foi proibida na Alemanha após a Primeira Guerra Mundial e a Segunda Guerra Mundial . De acordo com uma fonte, a marcha tornou-se popular entre os clubes de fotografia amadora finlandesa depois que "kameraden" foi traduzido erroneamente para "cameramen" em finlandês. 
No Brasil é usada pelas Forças Armadas como Dobrado (marcha) em cerimônias. E em Portugal, é possível ver uma apresentação da Banda de Comércio e Indústria de Caldas da Rainha, com direção e arranjo de Adelino Mota no YouTube. 